# Johann Martin Seekatz
 (octobre 2024).
Le contenu est difficilement compréhensible vu les erreurs de traduction, qui sont peut-être dues à l'utilisation d'un logiciel de traduction automatique.

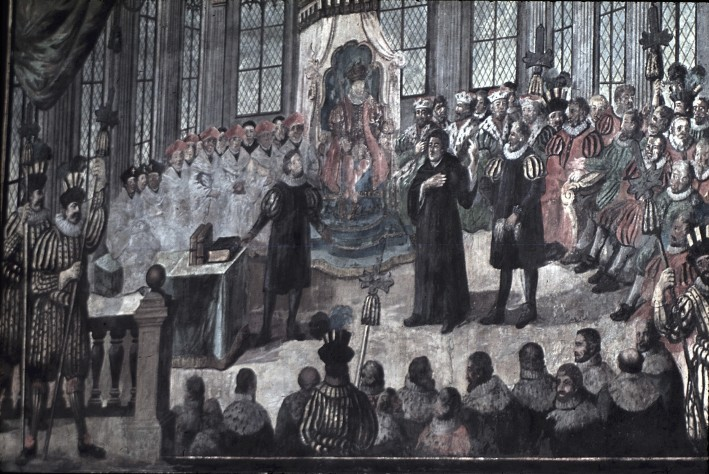
Johann Ludwig Seekatz et Johann Martin Seekatz : Luther à Worms

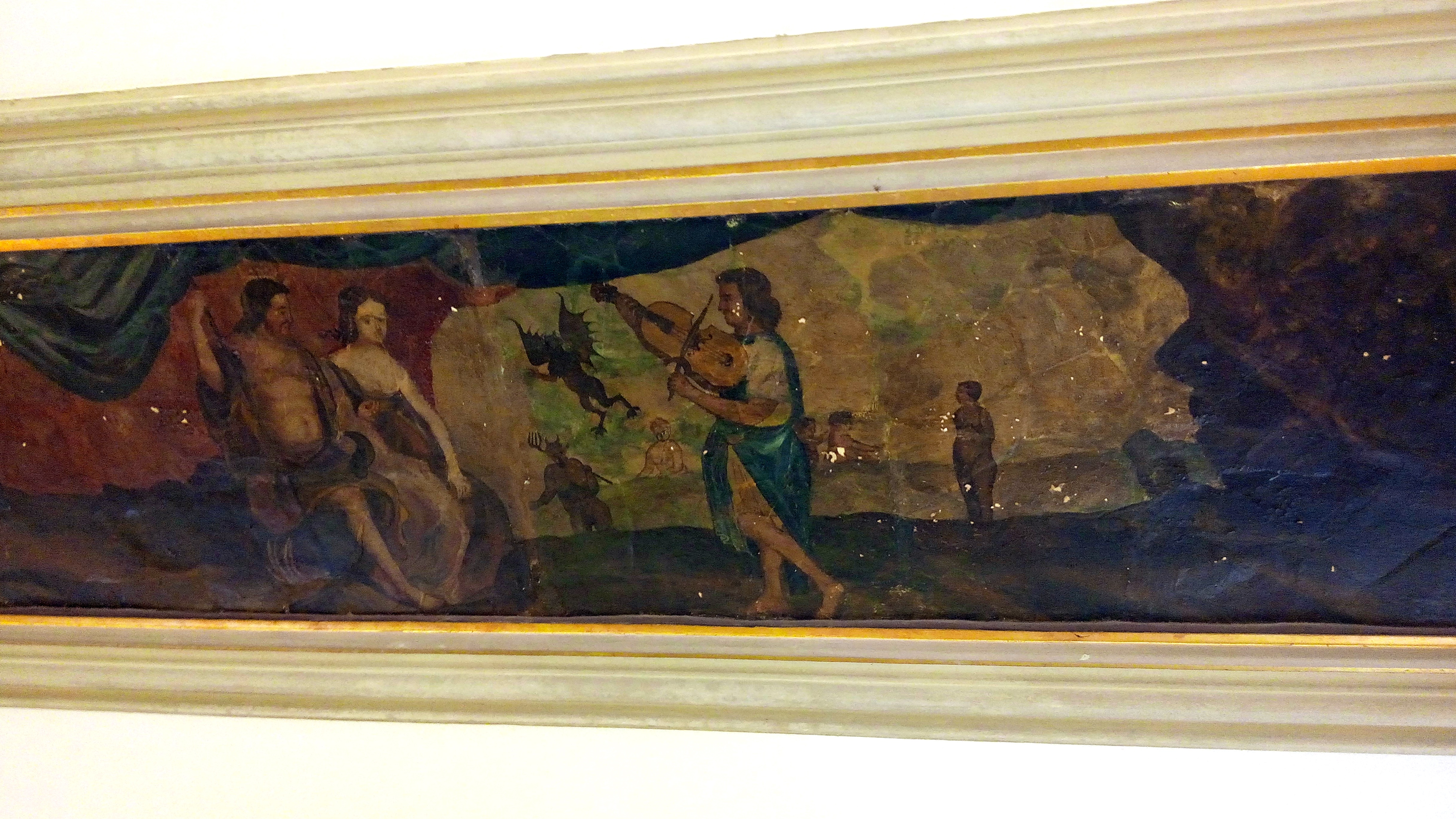
La peinture du plafond attribuée au château du Leininger Oberhof

Johann Martin Seekatz (6 juin 1680 à Westerburg, Westerwald - 10 octobre 1729 à Worms) était un peintre allemand.

## Vie
Seekatz est né à Westerburg, fils de Johann Georg Seekatz (1644-1715) et de son épouse Christina Dern (1648-1709). A cette époque, le lieu appartenait au territoire des comtes de Leiningen-Westerburg, ce qui signifiait qu'il appartenait à Grünstadt dans le Rhénanie-Palatinat. Les comtes firent agrandir cette petite ville en résidence après la destruction de leur quartier général voisin d'Alt- et Neuleiningen.
De 1709 à 1725, Seekatz vécut à Grünstadt en tant que peintre de la cour du comte Linange. Il s'installe ensuite à Worms, où il reçoit une importante commande pour la conception de l'église de la Trinité. Dans la ville résidentielle de Grünstadt, il a certainement participé à la conception des palais des deux comtes, du Leininger Oberhof et du Leininger Unterhof. Une peinture au plafond représentant des scènes mythologiques dans l'escalier du bâtiment sud du château d'Oberhof lui est attribuée, bien que la paternité de Seekatz ait récemment été à nouveau remise en question.
En 1725, Seekatz fournit des peintures à la galerie de l'église de la Trinité à Worms (Dreifaltigkeitskirche (de)) (contrat du 30 janvier 1725). Sans que le contenu de la représentation soit spécifiquement mentionné, il fut obligé de « peindre astucieusement les parapets avec leurs champs et bordures de fines couleurs et de dorer à l’or fin les petites bandes attenantes ». L'artiste y a également réalisé une fresque murale représentant l'apparition de Luther à la Diète de Worms.
Depuis que Seekatz est décédé alors qu'il travaillait à l'église de la Trinité, le tableau de Luther a été achevé en 1733 par son fils Johann Ludwig Seekatz. Les peintures elles-mêmes ont toutes été perdues lors de la destruction de l'église pendant la Seconde Guerre mondiale, mais elles étaient auparavant documentées par des photographies en couleur et sécurisées par des images.
Le 24 octobre 1706, Seekatz épousa Juliana Magdalena Kuhlmann à Westerburg. Sur les 10 enfants du couple, trois fils ont repris le métier de leur père. Deux d'entre eux, Johann Ludwig et Georg Christian Seekatz, ont poursuivi l'art plus artisanal et rural de leur père ; le troisième, Johann Conrad (1719-1786), a développé un style de peinture indépendant et a acquis une renommée nationale.
Le frère cadet de Johann Martin, Georg Friedrich Christian Seekatz, était également peintre.